# Август Чешковски
Август (Ау̀густ) Чешко̀вски (на полски: August Cieszkowski) е полски философ, мистик, икономист и публицист.
С ранната си философия повлиява на младия Карл Маркс. Един от основоположниците на философия на действието и идеолог на полския месианизъм. Известен като „Полския Хегел“.

## Биография
Граф Август Чешковски е роден на 12 септември 1814 г. в Сухей, близо до Варшава. Учи в Ягелонския университет в Краков, а след това от 1832 г. следва философия в Берлинския университет, където слуша лекции при ученика на Хегел Карл Лудвиг Мишле. През 1838 г. защитава докторат в Хайделбергския университет. Пътува из Европа и от 1840 г. живее в Познан. Участва в националноосвободителните движения на Полша и е съосновател и президент на Познанското общество на приятелите на науката. Умира на 12 март 1894 г.

## Философия
Силно повлиян от философията на Хегел, Чешковски пише през 1838 г. в Берлин основното си философско произведение „Пролегомени към историософията“ („Prolegomena zur historiosophie“). В него той обявява философията на Хегел за връх на философията, но въпреки това насочва критиката си към неговата философия на историята, като констатира нейната затвореност към бъдещето и развива идеята за това философията да се разгърне от една теоретична система в практика. Хегеловата философия трябва да стане една философия на действието, която да е насочена към бъдещето. Чешковски въвежда и понятието „от себе си“, като трета степен на Хегеловото деление на Духа „в себе си“ и „за себе си“. С тези си идеи Чешковски повлиява силно на младохегелианците и най-вече на Карл Маркс.
В по-късното си съчинение „Отче наш“ („Ojcze Nasz“, в четири тома) Чешковски излага идеи сходни с процъфтяващия тогава полски месианизъм за мисията на славянството като обединяващ фактор на народите в Европа. За него славянството ще донесе необходимата синтеза на битието и мисленето в културното единение на древността и християнството.

## Основни произведения
- „Пролегомени към историософията“, 1838 („Prolegomena zur historiosophie“)
- „За кредита и неговата циркулация“ (1839)
- „За перовете и съвременната аристокрация“ (1840)
- „Бог и палингенеза“, 1842 („Gott und palingenesie“)
- „Отче наш“, 1848 („Ojcze Nasz“)